# SP京都FC
SP京都FC（エスピーきょうとエフシー、SP Kyoto Football Club）は、日本の京都府向日市にあった社会人サッカークラブ。登録チーム名は「SP京都フットボールクラブ」。

## 概要
1986年に佐川印刷のサッカー部として創部。2000年に関西サッカーリーグ、2003年に日本フットボールリーグ（JFL）へそれぞれ昇格した。また、2014年より登録チーム名を「佐川印刷京都サッカークラブ」、呼称を「佐川印刷京都」へ変更。さらに2015年より「SP京都フットボールクラブ」（呼称：SP京都FC）に名称変更した。

## 歴史
1986年
佐川印刷サッカー部として創部し、1998年の京都府1部リーグ昇格を機に本格的に強化を開始。
2000年
関西サッカーリーグへ昇格。全国社会人サッカー選手権大会に初出場して準優勝。
2002年
関西サッカーリーグで優勝。全国地域リーグ決勝大会で準優勝。JFL15位の静岡産業大学との入れ替え戦にPK戦で勝利。天皇杯全日本サッカー選手権大会に初出場し、1回戦でTDK（現：ブラウブリッツ秋田）を破り大会初勝利も挙げた。
2003年
日本フットボールリーグ（JFL）へ昇格。リーグ戦は入れ替え戦圏内の15位で終えたが、レギュレーション変更によりJFLに残留した（詳細は当項目を参照）。
2006年
ヴィッセル神戸などの元監督の松永英機が監督に就任したが、成績が振るわず8月31日付で退任、強化部長の田中克季が監督に就任（正式な監督としての活動は9月3日の京都FAカップ京都サッカー選手権大会決勝からであり、前日である9月2日の同カップ準決勝は当初の「強化部長」の肩書で指揮）。
2009年
水戸ホーリーホックから移籍した塩沢勝吾が17得点を挙げてチーム初のJFL得点王を獲得。
2010年
チームカラーを従来の紺から赤へ、ユニフォームも赤へ変更。成績は前年を上回る6位となった。シーズン後に塩沢が松本山雅FCへ移籍した。
2012年
カターレ富山より江添建次郎、大分トリニータより池田達哉、京都サンガF.C.より下畠翔吾などDFを中心に補強。第4節から第10節まで7試合連続無失点記録のJFLリーグ新記録を達成した。新卒入団としては、近畿大学から藤本憲明が新加入している。
2013年
第27節から最終の第34節までチーム新記録のリーグ戦8連勝で終え、最高タイの6位でシーズンを終えた。
2014年
FC岐阜元監督の辛島啓珠が監督に就任。また、京都サンガF.C.と業務提携を結び、その一環としてサンガでコーチを務めていた森岡隆三がヘッドコーチに就任した。1stステージは勝ち点27で3位だったが、2ndステージは勝ち点34でステージ優勝となった。年間チャンピオンをかけたチャンピオンシップは1分1敗の成績でリーグ初優勝は成らなかった（詳細は当項目を参照）が、JFL昇格後最高成績となる2位でシーズンを終えた。シーズン終了後に監督の辛島が契約満了で監督を退任した。
2015年
チーム名を「佐川印刷京都FC」から「SP京都FC」に変更し、ロゴとエンブレムを一新。2014年に現役を引退した大槻紘士が監督に就任した。
9月30日、「佐川印刷の社内構造の見直し」と「諸般の事情」との理由で、2015年シーズン終了をもってJFLを退会する旨の届けを申請、10月29日のJFL理事会で承認された。
JFL退会時点ではチームの存続について「今後議論する」とし、京都府サッカー協会からも京都府社会人リーグ1部への参加を打診されていたが、最終的に佐川印刷が2016年の社会人チーム登録を見合わせることになり、活動凍結状態となった。2015年シーズンの選手23人のうち18人が他チームに移籍、5人は現役引退し社業に専念した。

## 成績・歴代監督
| 年度 | 所属 | 順位 | 試合 | 勝点 | 勝 | 分 | 敗 | 得点 | 失点 | 得失差 | 天皇杯     | 監督                           |
| 2000 | 関西 | 4位  | 18   | 26   | 7  | 5  | 6  | 36   | 34   | +2     | 府予選敗退 | 田中克季                       |
| 2001 | 関西 | 2位  | 18   | 39   | 12 | 3  | 3  | 41   | 20   | +21    | 府予選敗退 | 田中克季                       |
| 2002 | 関西 | 優勝 | 9    | 25   | 8  | 1  | 0  | 30   | 7    | +23    | 2回戦敗退  | 田中克季                       |
| 2003 | JFL  | 15位 | 30   | 21   | 5  | 6  | 19 | 31   | 62   | -31    | 府予選敗退 | 橋本雄二                       |
| 2004 | JFL  | 12位 | 30   | 34   | 10 | 4  | 16 | 30   | 45   | -15    | 3回戦敗退  | 田中克季                       |
| 2005 | JFL  | 11位 | 30   | 34   | 9  | 7  | 14 | 34   | 43   | -9     | 3回戦敗退  | 田中克季                       |
| 2006 | JFL  | 15位 | 34   | 29   | 7  | 8  | 19 | 32   | 61   | -29    | 府予選敗退 | 松永英機(-8/31) 田中克季(9/3-) |
| 2007 | JFL  | 12位 | 34   | 43   | 13 | 4  | 17 | 45   | 57   | -12    | 2回戦敗退  | 橋本雄二                       |
| 2008 | JFL  | 11位 | 34   | 49   | 12 | 13 | 9  | 43   | 42   | +1     | 3回戦敗退  | 中森大介                       |
| 2009 | JFL  | 9位  | 34   | 47   | 14 | 5  | 15 | 56   | 46   | +10    | 2回戦敗退  | 中森大介                       |
| 2010 | JFL  | 6位  | 34   | 53   | 15 | 8  | 11 | 54   | 46   | +8     | 2回戦敗退  | 中森大介                       |
| 2011 | JFL  | 12位 | 33   | 38   | 11 | 5  | 17 | 43   | 61   | -18    | 2回戦敗退  | 中森大介                       |
| 2012 | JFL  | 7位  | 32   | 45   | 12 | 9  | 11 | 43   | 43   | 0      | 府予選敗退 | 中森大介                       |
| 2013 | JFL  | 6位  | 34   | 53   | 14 | 11 | 9  | 36   | 25   | +11    | 2回戦敗退  | 伊藤健一                       |
| 2014 | JFL  | 2位  | 26   | 61   | 20 | 1  | 5  | 58   | 20   | +38    | 府予選敗退 | 辛島啓珠                       |
| 2015 | JFL  | 6位  | 30   | 50   | 14 | 8  | 8  | 51   | 26   | +25    | 府予選敗退 | 大槻紘士                       |

## タイトル・表彰

### クラブ
- 日本フットボールリーグ
  - 準優勝：1回（2014）
- 関西サッカーリーグ
  - 優勝：1回（2002）
  - 準優勝：1回（2001）
- 京都FAカップ京都サッカー選手権大会（兼天皇杯全日本サッカー選手権大会京都府予選）
  - 優勝：9回（2002, 2004, 2005, 2007, 2008, 2009, 2010, 2011, 2013）
  - 準優勝：5回（2001, 2006, 2012, 2014, 2015）

### 個人
- 日本フットボールリーグ
  - 得点王
    - 2009年：塩沢勝吾

  - ベストイレブン
    - 2009年：塩沢勝吾
    - 2014年：中野圭、高橋弘章

  - 最優秀監督
    - 2014年：辛島啓珠

### その他
- 日本フットボールリーグ
  - フェアプレー賞：2010年
- 国民体育大会サッカー競技：4回
  - 2005年、2006年、2008年、2012年（いずれも京都府代表として出場）

## ユニフォーム

### チームカラー
- 赤

### ユニフォームスポンサー
| 掲出箇所 | スポンサー名           | 表記                                 | 備考 |
| 胸       | 佐川印刷               | 佐川印刷 SAGAWA PRINTING SOCCER CLUB |      |
| 背中     | ジャパンニューペーパー | JNP JAPAN NEW PAPER Co.,Ltd.         |      |
| 袖       | エスピーメディアテック | SMT SP Media-Tec Co.,Ltd.            |      |
| パンツ   | エスピータック         | ST エスピータック                    |      |

※胸以外の3社は全て佐川印刷のグループ会社

### ユニフォームサプライヤー
- アンブロ

## スタジアム
- 京都市西京極総合運動公園陸上競技場兼球技場（京都府京都市）
- 京都府立山城総合運動公園太陽が丘陸上競技場（京都府宇治市）
- SGホールディングスグループ健康保険組合守山陸上競技場（滋賀県守山市）

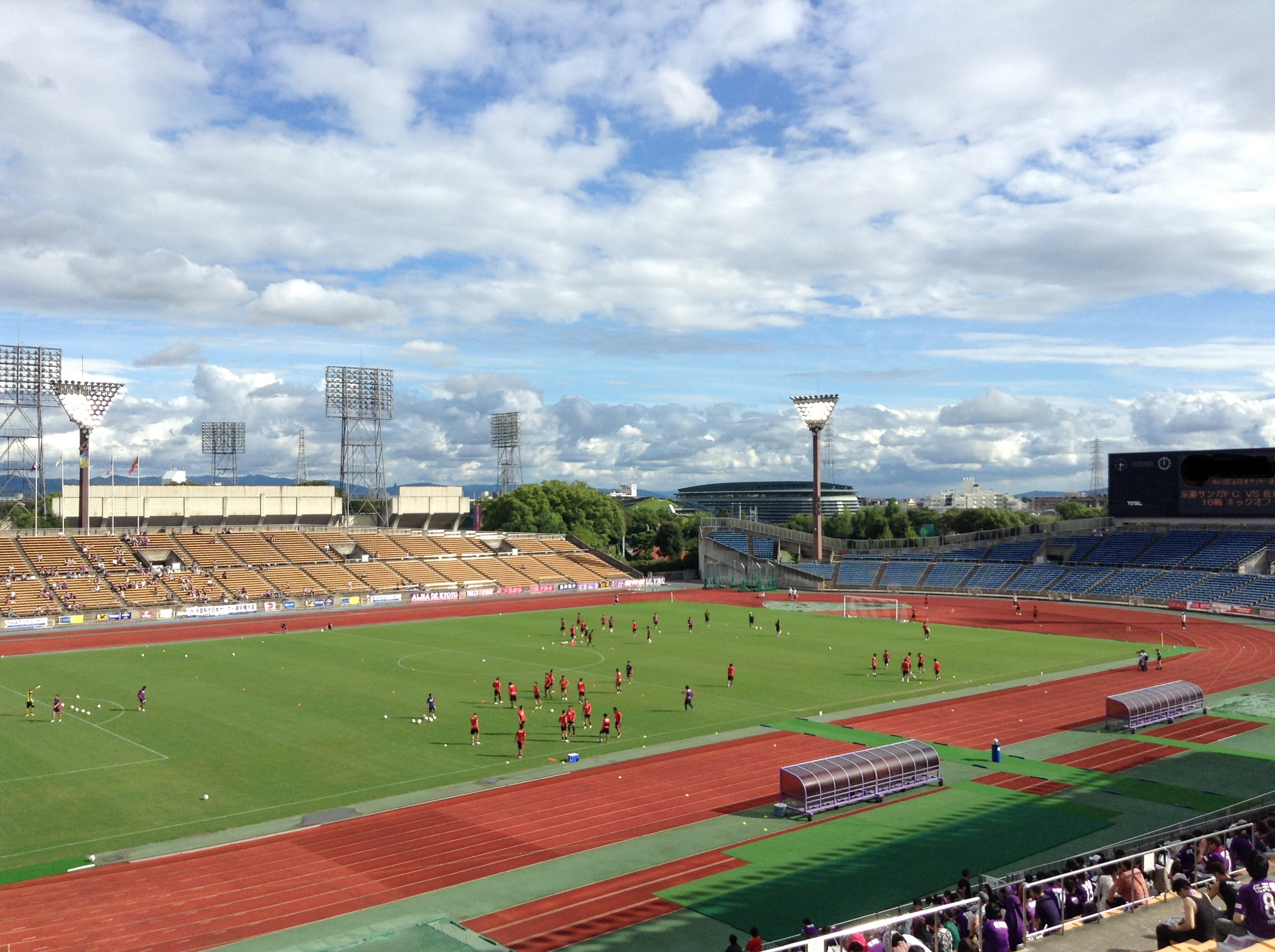
京都市西京極総合運動公園陸上競技場兼球技場
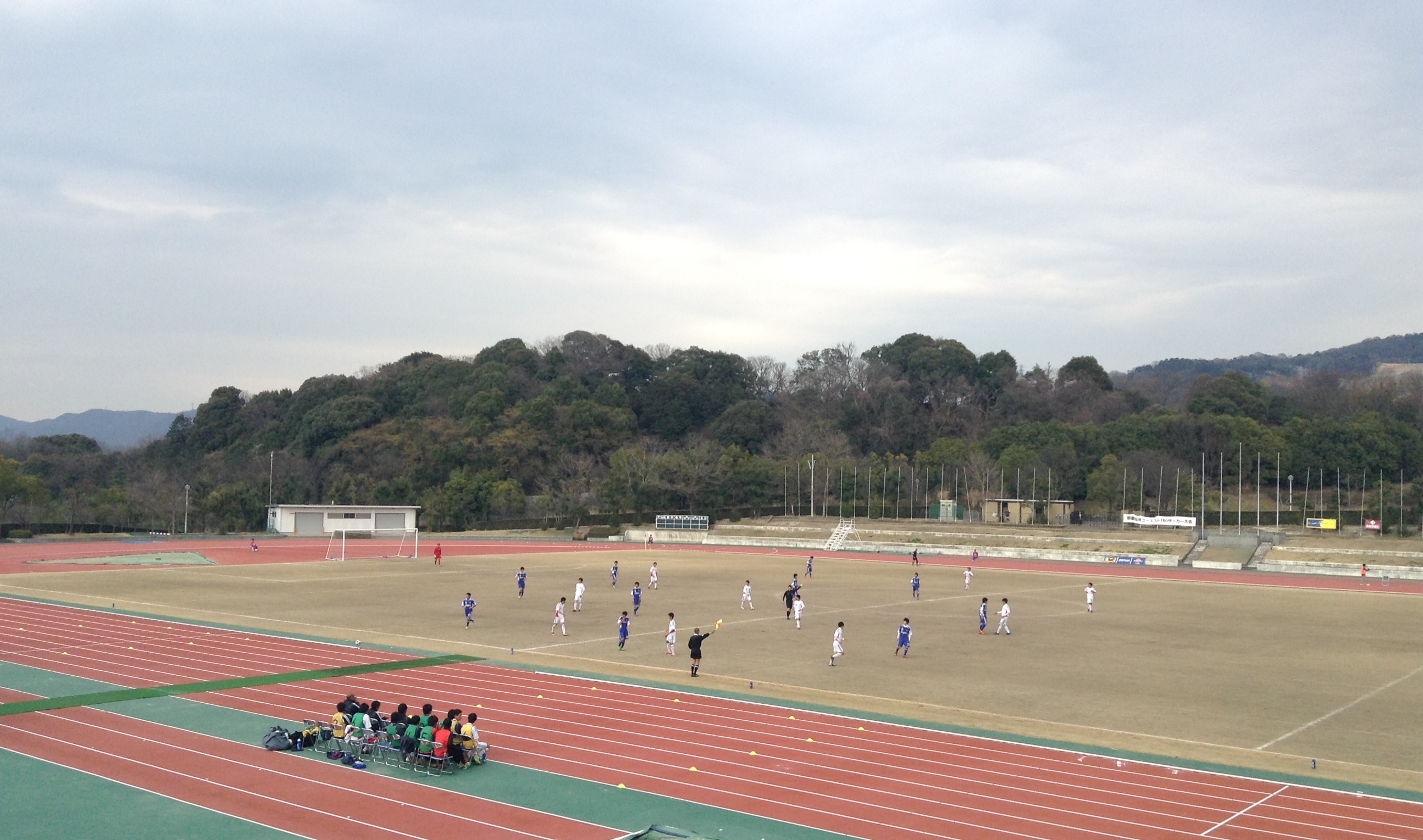
京都府立山城総合運動公園太陽が丘陸上競技場
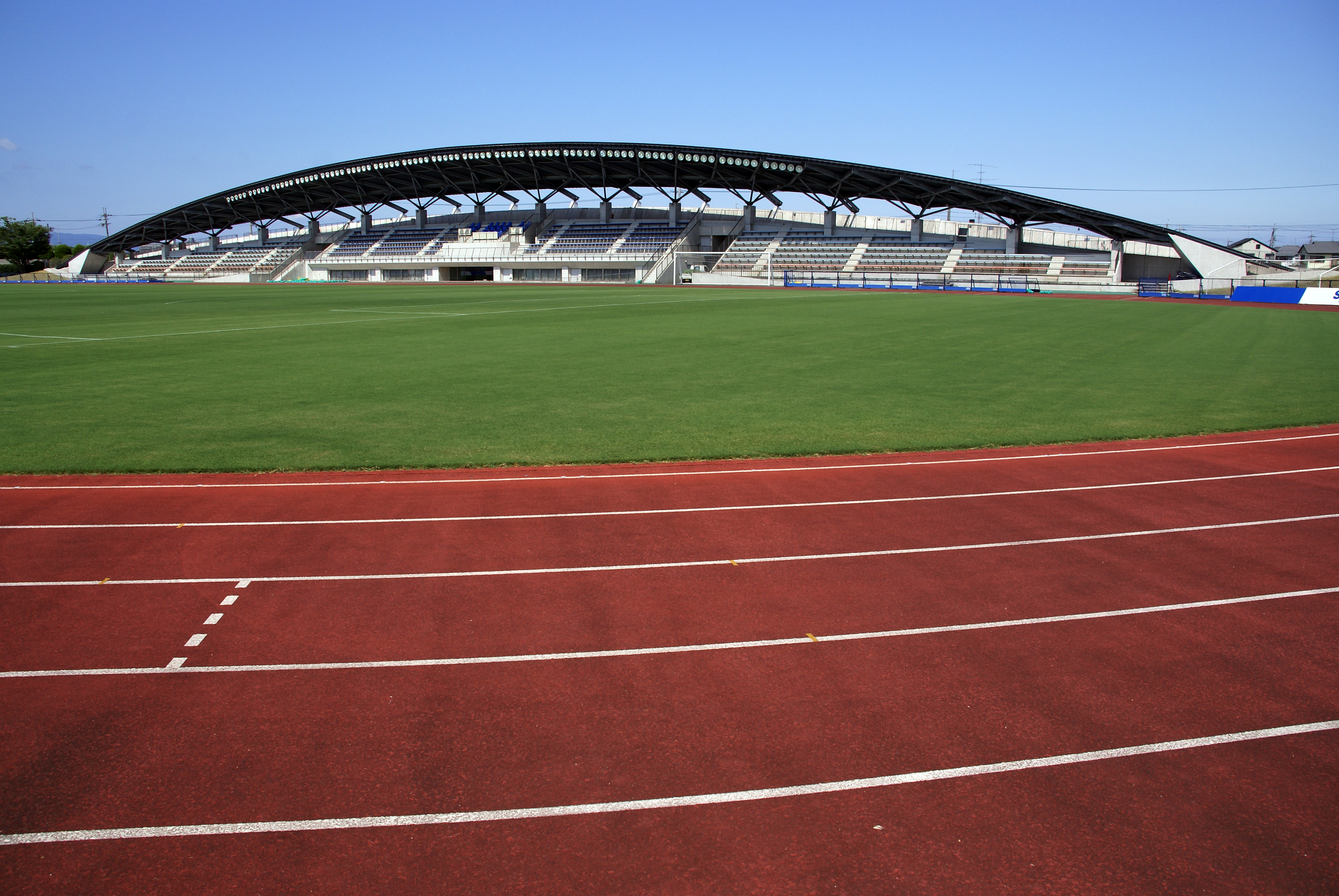
SGホールディングスグループ健康保険組合守山陸上競技場

## 練習場
- エスピータック亀岡サッカーグラウンド（京都府亀岡市）